# زنبق ذهبي
الزنبق الذهبي نوع نباتي ينتمي إلى جنس الزنبق من الفصيلة الزنبقية.

## البيئة والانتشار
موطنه شرق آسيا حيث ينتشر في اليابان.